# Echinorhinus cookei
Echinorhinus cookei
Espèce
Statut de conservation UICN

 DD  : Données insuffisantes
Echinorhinus cookei, communément appelé le Squale bouclé du Pacifique, est une espèce de requins de la famille des Echinorhinidae, cette dernière classée selon les sources soit dans l'ordre des Squaliformes, soit dans celui des Echinorhiniformes dont elle est alors la seule famille.

## Systématique
L'espèce Echinorhinus cookei a été décrite en 1928 par le zoologiste et ichtyologiste autrichien Viktor Pietschmann (1881-1956).

## Répartition
Echinorhinus cookei se rencontre dans l'océan Pacifique (Japon, Taïwan, Palaos, Australie, Nouvelle-Zélande, Hawaï, golfe de Californie, et depuis le Costa-Rica jusqu'au Pérou et le Chili mais également mentionné au Nicaragua) et ce près du fond aux profondeurs comprises entre 4 et 1 100 m de profondeur.

## Description
Echinorhinus cookei peut mesurer jusqu'à 450 cm et sa maturité sexuelle serait acquise lorsqu'il mesure entre 250 et 300 cm. Les petits mesurent entre 40 et 45 cm à la naissance. Ses nombreux denticules dermiques sont peu visibles, clairs et régulièrement espacés, mais peu sous le museau. Ce requin est uniformément brun à gris ardoise ou noir. Cependant, sa coloration est claire autour du museau et sur le ventre tandis que le bord postérieur des nageoires est noir.

## Étymologie
Son épithète spécifique, cookei, lui a été donnée en l'honneur du malacologiste américain Charles Montague Cooke Jr (1874–1948) du musée Bishop à Honolulu pour son aide précieuse.

## Publication originale
- (de) Viktor Pietschmann, « Neue Fischarten aus dem Pazifischen Ozean », Anzeiger der Kaiserlichen Akademie der Wissenschaften, Vienne, vol. 65, no 27,‎ 1928, p. 297-298 (ISSN 1023-4748).